# 4601 Ludkewycz
4601 Ludkewycz (1986 LB) là một tiểu hành tinh vành đai chính được phát hiện ngày 3 tháng 6 năm 1986 bởi Marian Rudnyk ở Palomar.